# منتخب سامي لكرة القدم

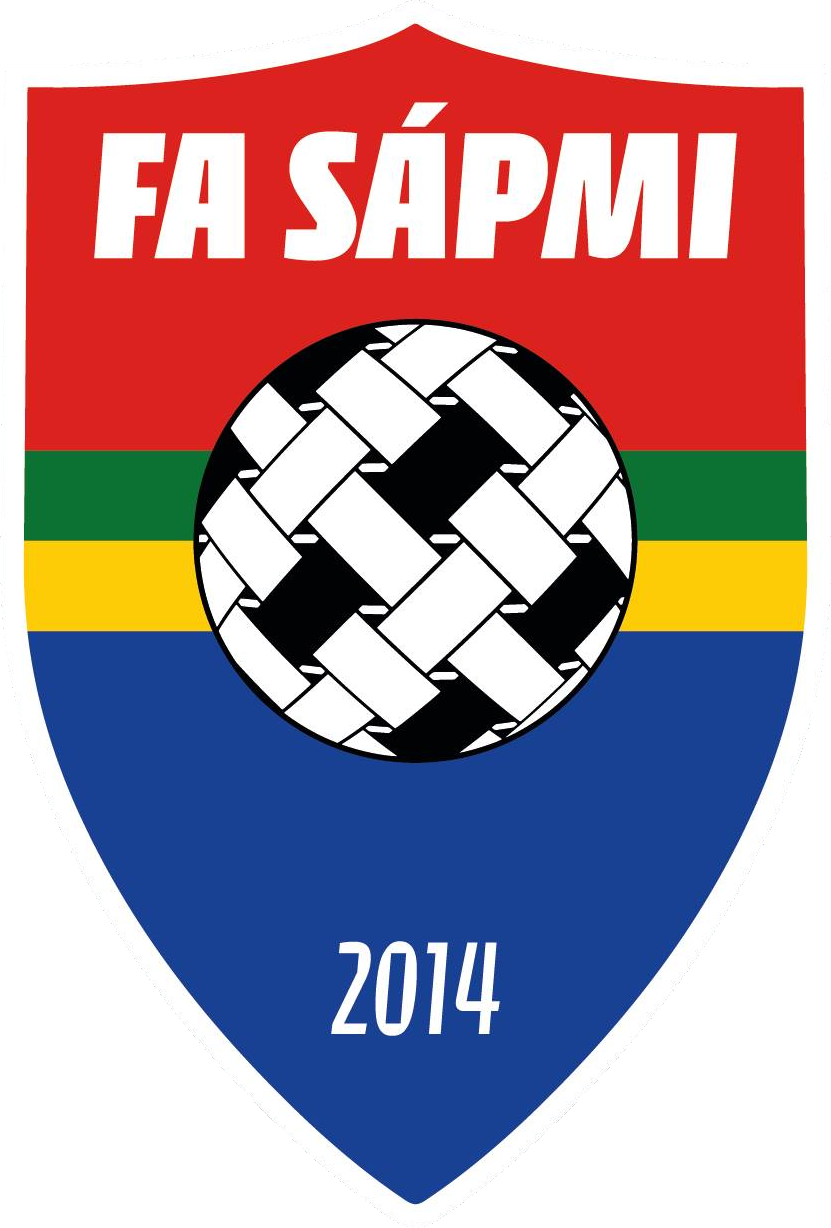
شعار منتخب سامي

منتخب سامي لكرة القدم هو منتخب يمثل الساميين وألذين يتوزعون بين النرويج وفنلندا وروسيا والسويد، هذا المنتخب ليس جزء من الفيفا واليويفا إلا أنه يشارك في كأس العالم للأقاليم.